# 尼日利亚铁路运输
奈及利亞的鐵路運輸始于殖民时期尼日利亚修建的拉各斯－伊巴丹铁路，由3,505公里的1067毫米轨距铁路和669公里的标准轨距铁路组成。其中的1067毫米轨距铁路因缺乏维护状况不佳。2014年之前尼日利亚的铁路网长期停滞。2019年，从阿布贾至卡杜纳段的标准轨线路的收入相当于全国1067毫米轨距铁路网收入的总和。尼日利亚政府计划延长标准轨距铁路以取代大部分西线，并将更好地维护东线的开普轨铁路。尼日利亚的所有列车均由尼日利亚铁路公司运营。

## 铁路系统

尼日利亚铁路系统，红色代表1067毫米轨距铁路，蓝色代表标准轨距铁路

### 窄轨
尼日利亚铁路最初是由殖民国英国建造的。铁路以1,067毫米（三英尺六英寸）的标准建造，与非洲大多数其他英国殖民地使用的轨距标准相同。
该国主要的两条1067毫米轨距铁路线：
- 西线连接贝宁湾的拉各斯和北部约贝州的恩古鲁，全长1,126公里（700英里）。
- 东线连接东南部的哈科特港和东北部博尔诺州的迈杜古里，靠近乍得边境。

以及几条支线：
- 连接线（英語：The Linking Line）连接西线的卡杜纳和东线的卡凡昌。
- 西线
  - 伊芙－伊拉诺（英语：Ilaro），20公里（12英里）
  - 明纳－巴罗（英语：Baro (Nigeria)），150公里（93英里）
- 东线
  - 库鲁（英语：Kuru, Nigeria）－乔斯，55公里（34英里）
- 北线
  - 巴罗－卡诺火车站线（英语：Baro-Kano Railway Station），200公里（120英里）

2英尺6英寸（762毫米）轨距的包奇轻轨在扎里亚和布库鲁之间运行，距离230 km（143 mi）并在1912年和1914年之间次第开通运营。1927年，乔斯和布库鲁之间的16 km（10 mi）轨距路段转换为3英尺6英寸（1,067毫米），成为卡凡钱－乔斯支线的一部分。2英尺6英寸的扎里亚-乔斯段继续运营，直到1957年被废弃。
1901年修建的Wushishi有轨电车也采用1067毫米轨距，连接Wushishi和宗盖鲁（19或12英里，1902年从Wushishi延伸到Bari-Juko(16或10英里)，于1911年前后停止运营，其先运营的两辆洪斯莱特制造的0-6-2T机车被转移至包奇轻轨上。于1902年修筑的拉各斯蒸汽电车 和于1902通车运营的拉各斯有轨电车也都采用了2英尺6英寸（762毫米）轨距。

### 标准轨
尼日利亚政府计划在拉各斯-卡诺段使用标准轨轨距取代大部分西线的1067毫米轨距铁路线，该段铁路由中国土木工程集团有限公司建设。阿布贾-卡杜纳（阿卡铁路）和拉各斯-伊巴丹（拉伊铁路）的两段铁路已分别于2016年和2021年投入运营。
中线铁路连接港口城市瓦里和伊塔佩，现已全面用于客运和货运运营，至阿布贾的延伸线同时正在建设中。

## 历史

### 兴起

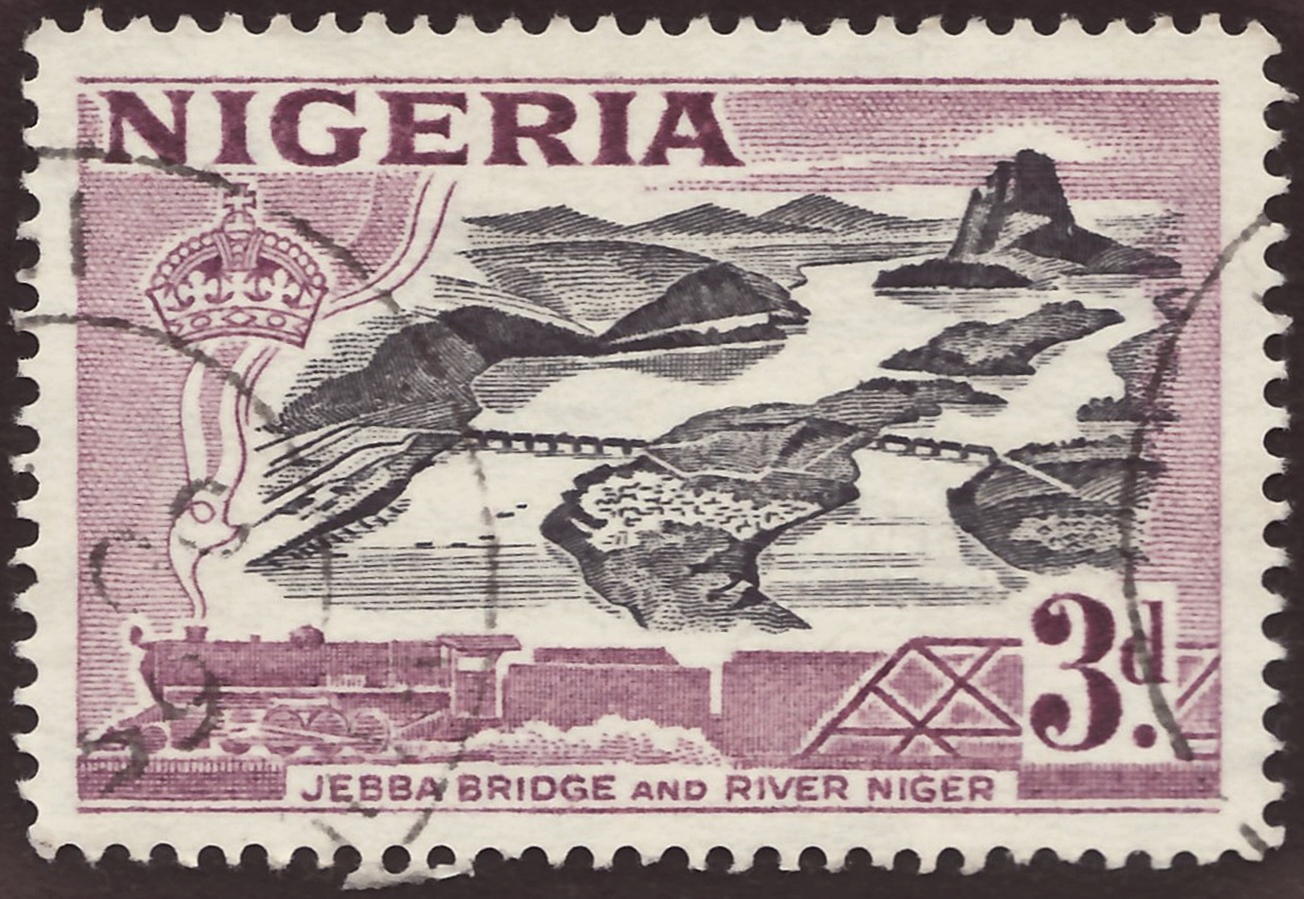
尼日尔河上的杰布巴大桥，建于1909-1915年

1896年3月，英国政府开始在尼日利亚修建从拉各斯殖民地拉各斯殖民地到伊巴丹的铁路。
拉各斯政府铁路于1901年3月开始运营，并于1911年延伸至明纳，在那里与尼日利亚北部政府于1907至1911年间建造的巴罗-卡诺火车站线相遇。 两条线路于1912年合并，由政府铁路部，即尼日利亚铁路公司的前身管理。 这条铁路于1930年修筑至其东北部的终点站阿勃祖。1958年至1964年间，东线铁路延伸至其东北部的迈杜古里总站。

### 衰退

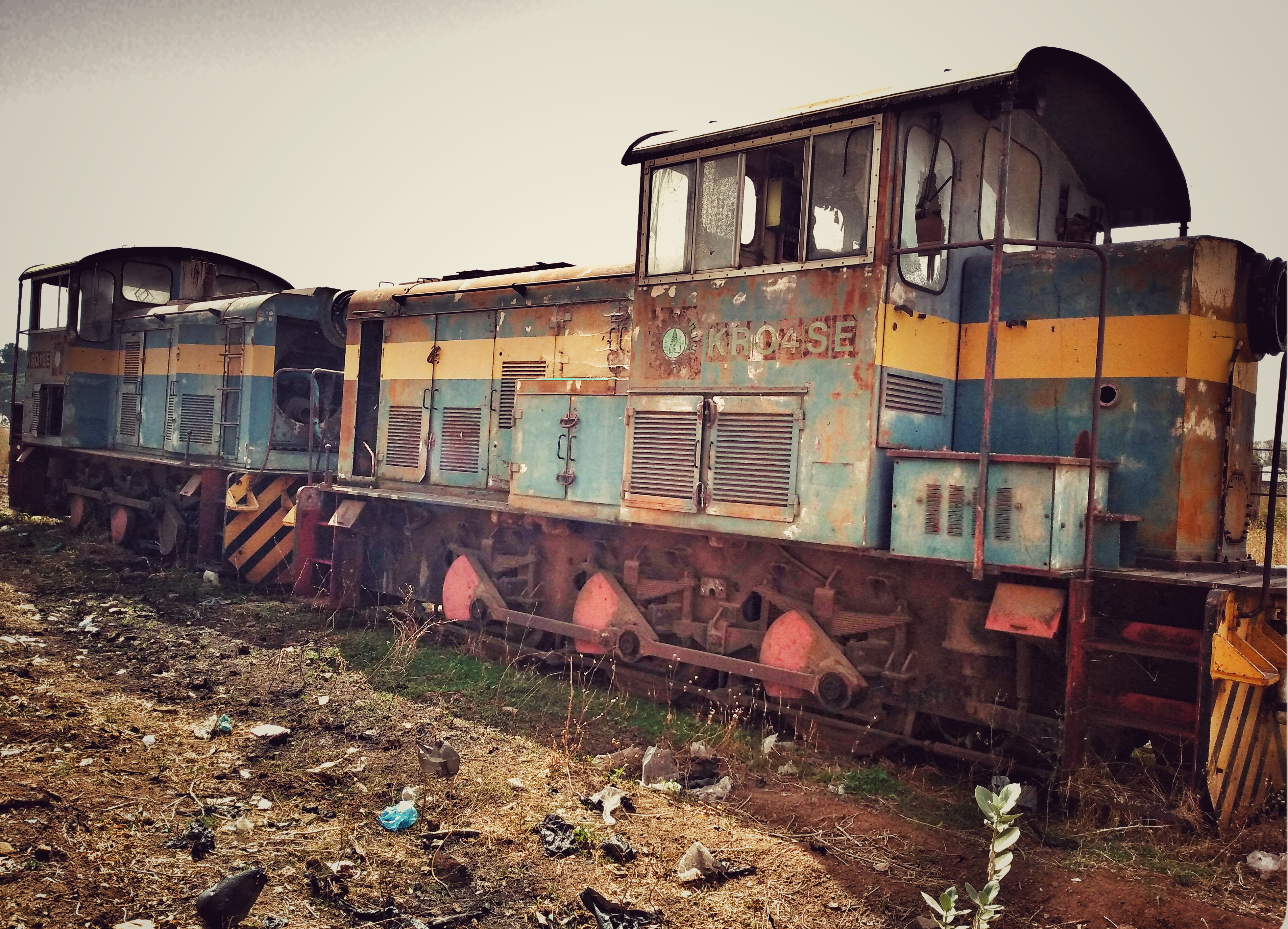
尼日利亚铁路系统被废弃的机车

然而，尼日利亚铁路系统多年来对机车车辆和通行权的忽视严重降低了其容量和效用。系统中所使用的ABC型联轴器、真空制动器和非滚子轴承的滑动轴承也已过时。到2013年初，尼日利亚铁路网络的唯一运营部分是在拉各斯和卡诺之间。旅客列车以45公里/小时的平均速度完成旅程需要31小时。
| 年份 | 运载乘客（位） |
| ---- | -------------- |
| 1964 | 11,288,000     |
| 1974 | 4,342,000      |
| 1978 | 6,700,000      |
| 1984 | 15,500,000     |
| 1991 | 3,000,000      |
| 2003 | 1,600,000      |

| 年份 | 载货量 (吨) |
| ---- | ----------- |
| 1964 | 2,960,000   |
| 1974 | 1,098,000   |
| 2000 | < 100,000   |

### 复苏
2009年，尼日利亚铁路重建计划开始实施。哈科特港至迈杜古里的东线由尼日利亚林戈公司、埃泽尔公司和中国葛洲坝集团斥资4.27亿美元重建。
为了解决国家铁路系统的不良状况，提升其运行效率和盈利能力，尼日利亚政府还将尼日利亚铁路公司以拆分为三部分并分别授予特许状的方式私有化。到2019年，开普轨铁路上只有15辆功能性机车仍在运行。重建后187公里的阿布贾-卡杜纳线在2019年产生的收入相当于整个3,505公里开普轨铁路网的总和。

### 标准轨路网

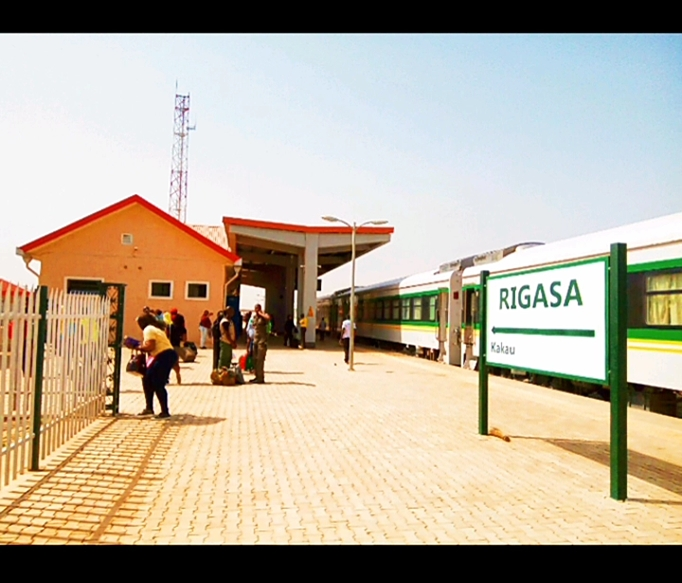
阿卡铁路上的小站

2006年，尼日利亚政府与中国土木工程建设总公司签订合同，建设拉各斯-卡诺标准轨距铁路。由于资金不足，该项目后来被决定分段完成。在经历多次工期延长后，2016年7月26日，从阿布贾到卡杜纳（187公里）的标准轨路段正式开通。2017年3月，拉各斯-伊巴丹段开始建设，并于2021年6月10日正式启用。而之后修建的第三段工程将连接卡诺与哈科特港和拉各斯。
2020年9月29日，尼日利亚于1987年开始修建的首条标准轨距铁路中线铁路完成建设，这是该国第二条修筑完成的标准轨距铁路。该线路最初被规划为一条工业铁路，为阿焦库塔钢铁厂运输来自伊塔佩 (尼日利亚)的铁矿石和自瓦里港进口的炼焦煤。该段铁路原计划五年内完成建设，但由于资金缺乏，建设期延长了30多年。2017年8月，尼日利亚交通部部长宣布，中线铁路未完工的部分将由中国土木工程集团有限公司和当地的朱利伯格公司共同完成修建。2020年9月29日，尼日利亚总统穆罕默杜·布哈里以视频的方式为中线铁路揭幕。目前，至阿布贾的线路延伸工程正在进行中。未来，中线铁路将与拉各斯-卡诺标准轨铁路的阿布贾-卡杜纳段连接，以形成更具规模的标准轨路网。
来自中国的4台铁路冷藏车于2021年8月运抵尼日利亚，据中国土木，这是尼日利亚历史上首批现代化铁路冷藏车。同时共61台由中国土木尼日利亚有限公司为阿卡铁路项目和拉伊铁路项目采购的机车车辆和维修设备在经过70天海上运输后，全部送达尼日利亚。

## 城市轨道交通

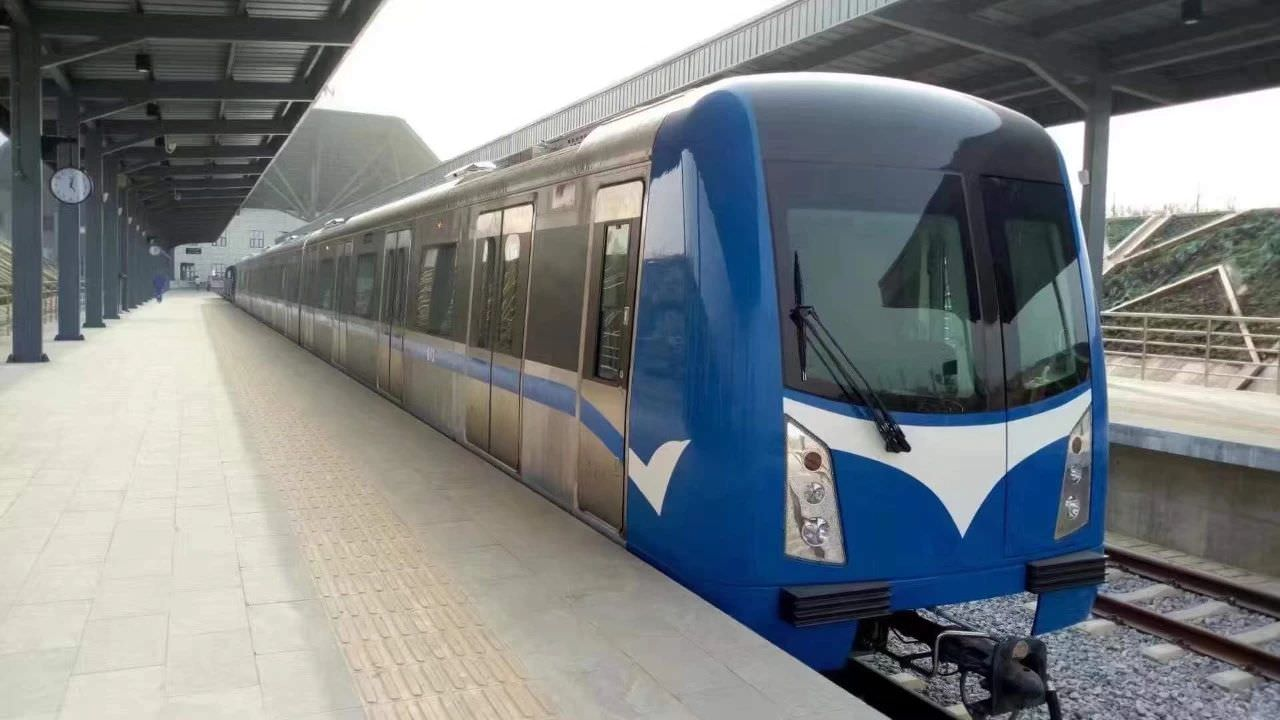
阿布贾城铁

尼日利亚有以下几个城市轨道交通系统正在运行或建设中：
- 阿布贾：阿布贾城铁[26]
- 拉各斯：拉各斯地铁
- 哈科特港：河流州单轨电车（英语：Rivers State Monorail）
- 卡拉巴尔：卡拉巴尔单轨电车
- 卡杜纳州：卡杜纳州轻轨